# FIAT

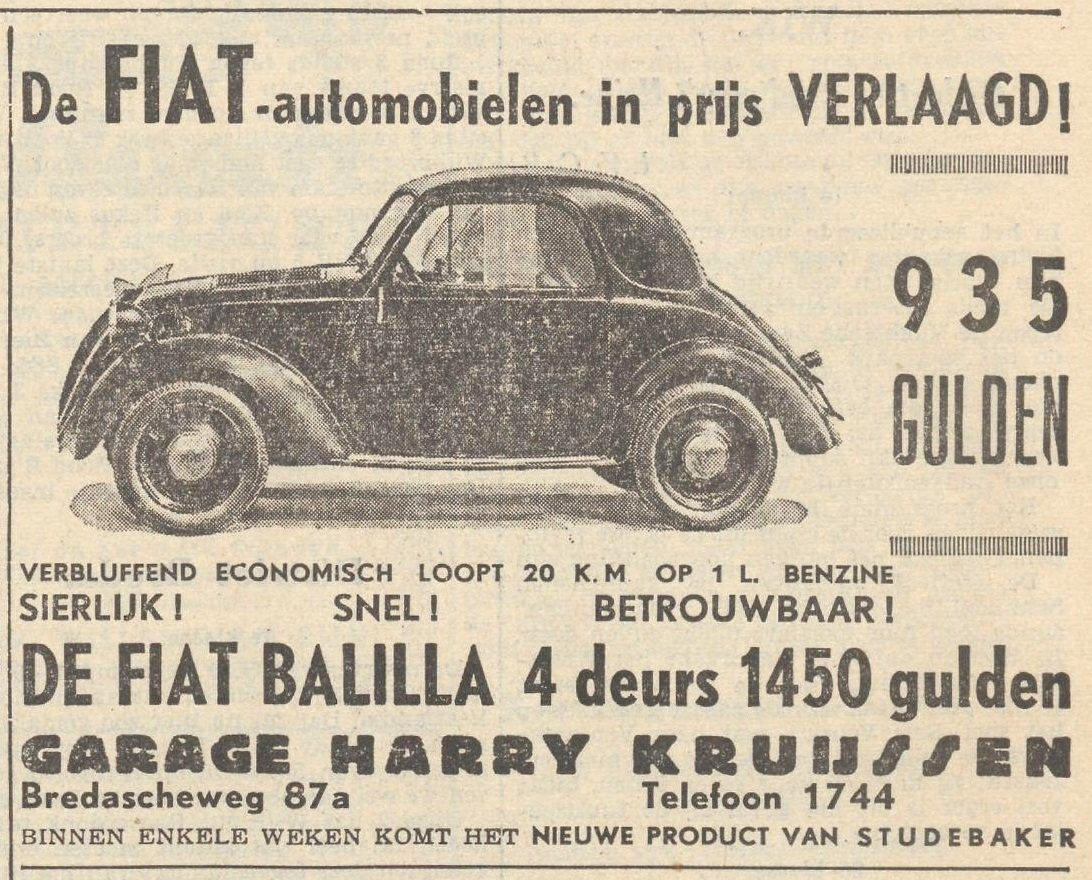
Reclame voor FIAT uit 1939

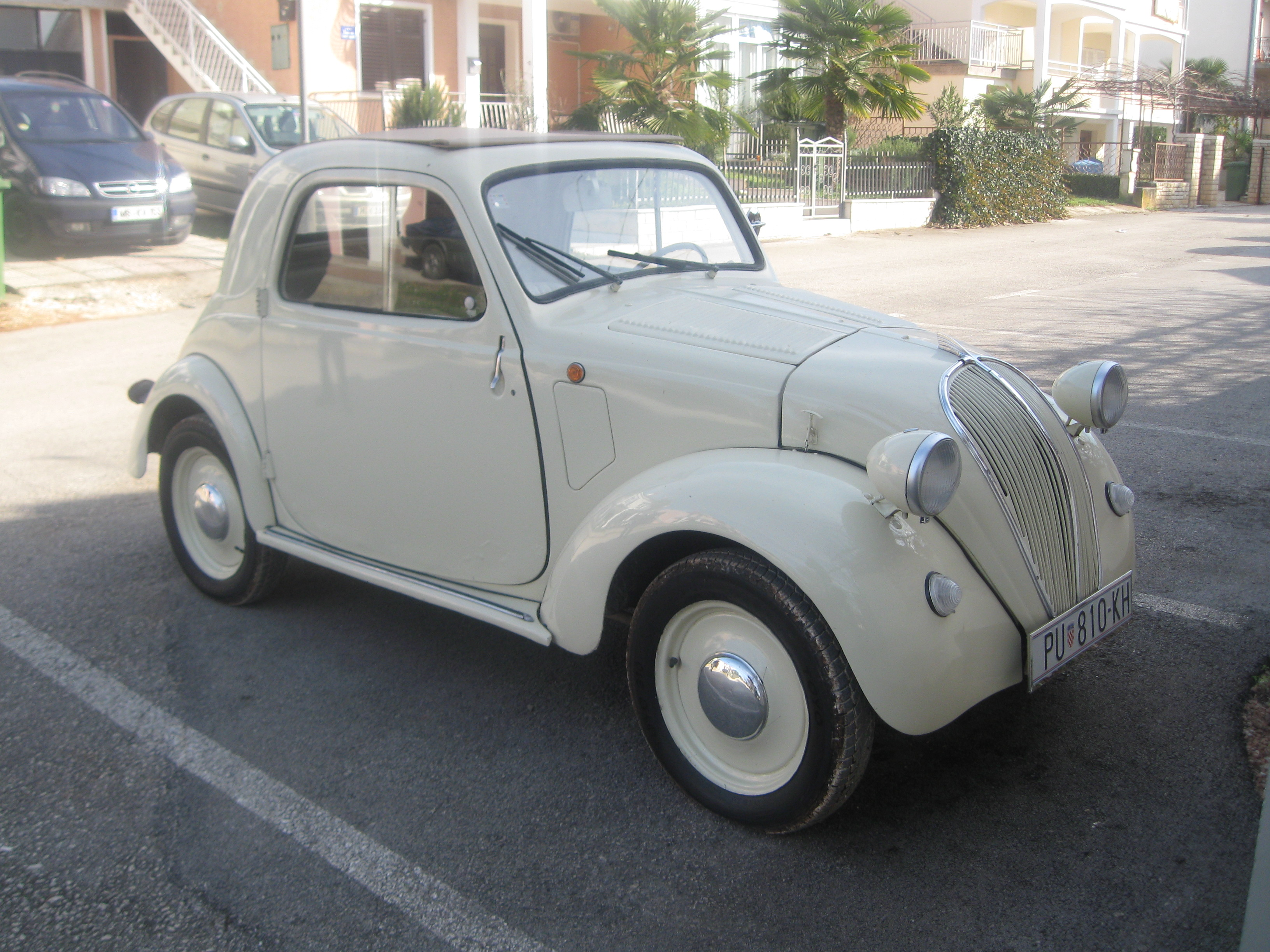
FIAT Topolino

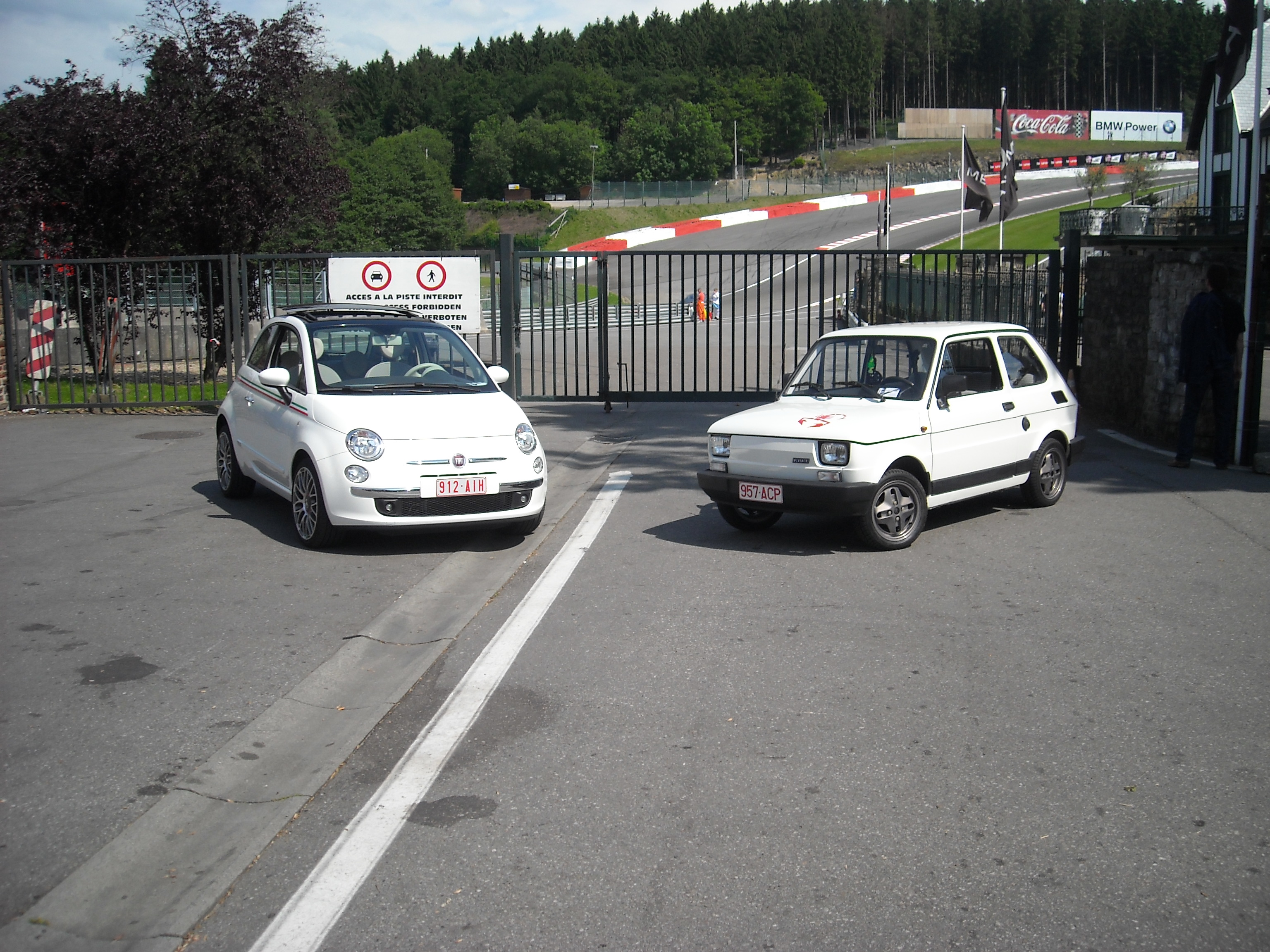
FIAT 500 & 126

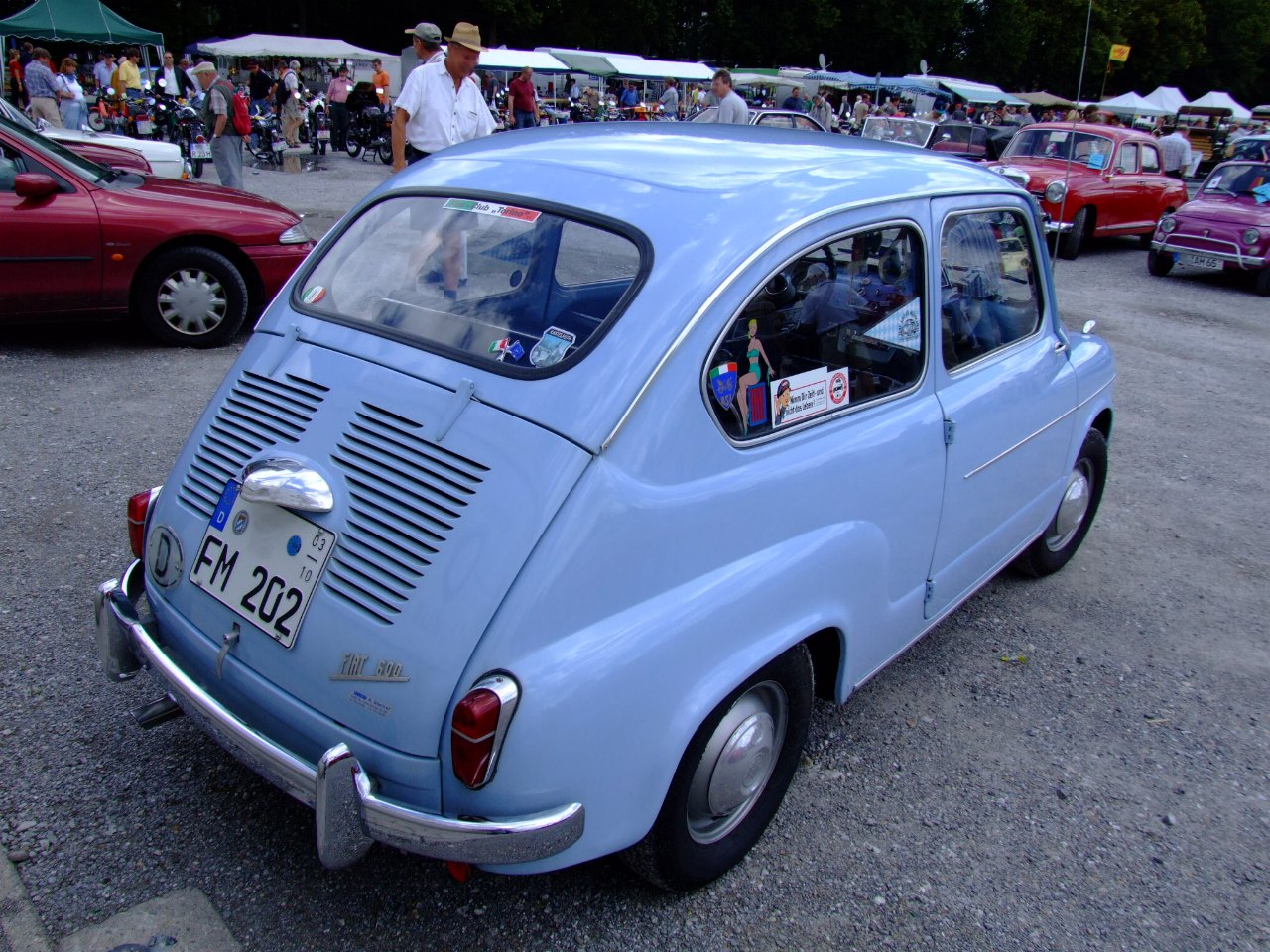
FIAT 600

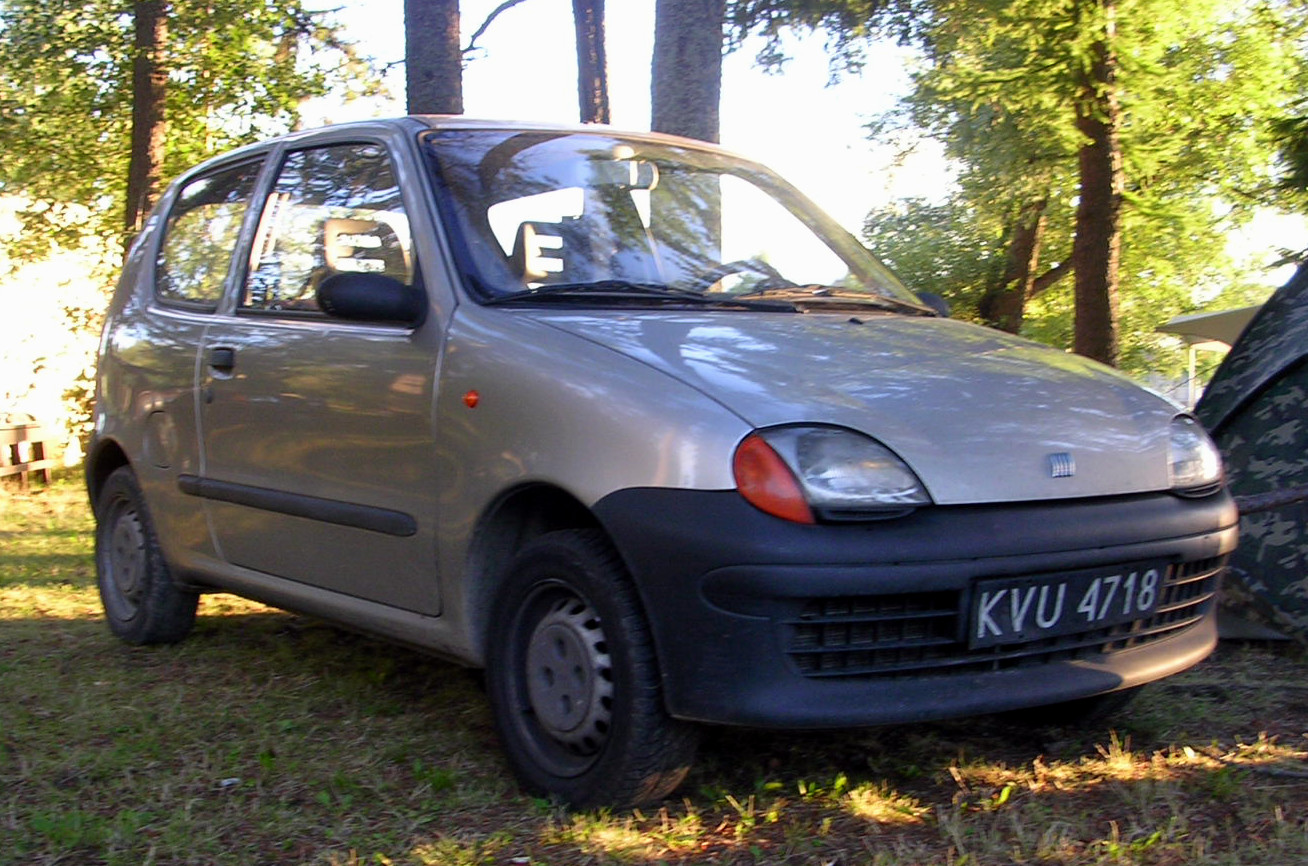
FIAT Seicento

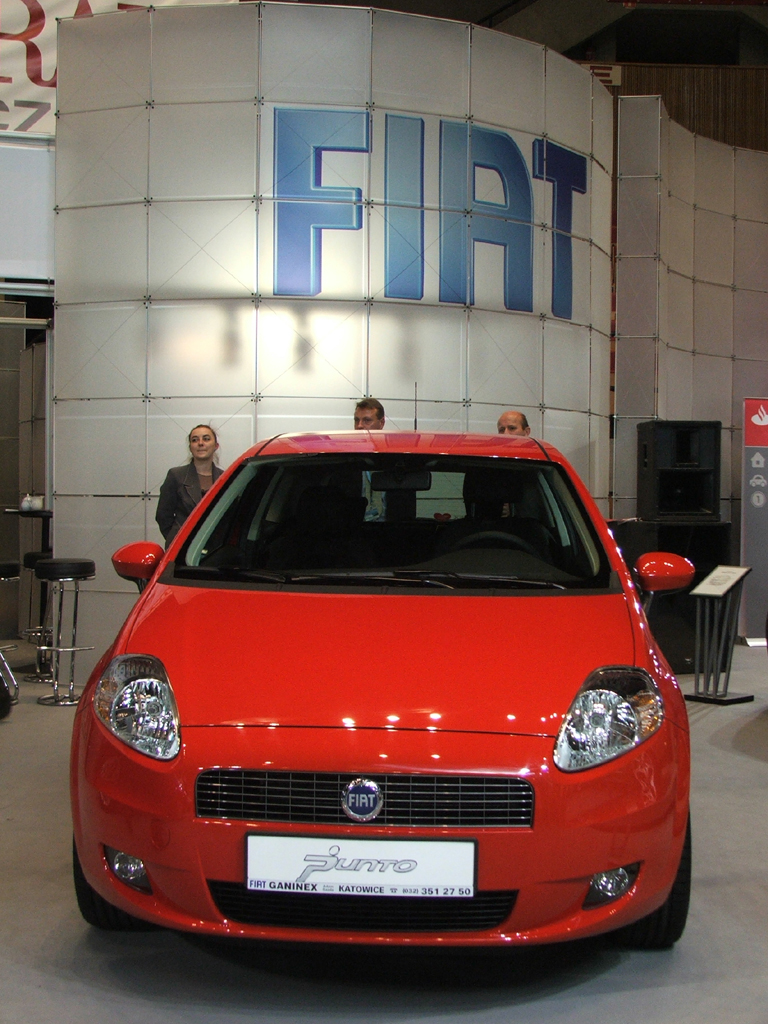
Fiat Grande Punto - Auto Moto Show Katowice 2006

FIAT S.p.A. (oorspronkelijk FIAT, een acroniem dat staat voor Fabbrica Italiana Automobili Torino) is een Italiaans industrieel concern en autofabrikant. De FIAT Group heeft belangen in diensten, uitgeverijen en het bouwen van machines voor massaproductie.

## Geschiedenis

### Beginjaren
In 1899 werd in Turijn de Società Anonima Fabbrica Italiana Automobili Torino opgericht, op initiatief van Giovanni Agnelli. Hij werd in 1902 algemeen directeur van de firma.
In 1900 werden de eerste 24 auto's geproduceerd in de fabriek in Corso Dante, waaronder de 3/12HP. Het FIAT-logo werd in 1904 door Biscaretti ontworpen.
Al vroeg was FIAT met succes actief in autoraces. In 1902 won Vincenzo Lancia de Sassi Superga met een 24HP. Ook Agnelli zelf was actief als coureur, hij reed de tweede tour van Italië. In 1907 won Felice Nazzaro de Grand Prix de France in een 130HP, met een gemiddelde snelheid van 113,612 km/uur.
In 1908 werd FIAT actief in de Verenigde Staten, waar de FIAT Automobile Co. werd opgericht. Daarnaast werd het assortiment uitgebreid naar trams, vrachtwagens en schepen. FIAT begon met het toepassen van cardanaandrijving, een techniek waarop het bedrijf het patent bezit.

### Roaring twenties en Eerste Wereldoorlog
Tijdens de Eerste Wereldoorlog werd voornamelijk geproduceerd voor het leger. Na de oorlog werd in 1922 in Lingotto de tweede fabriek geopend. Een hypermodern bedrijf, met vijf verdiepingen en een testbaan met verhoogde bochten op het dak (zie voor plaats bovenaan pagina). Dit was de grootste autofabriek in Europa. Hij stond onder leiding van Giacomo Mattè Trucco. Daarnaast werden de activiteiten verder uitgebreid naar andere sectoren, zoals treinbouw en elektriciteit. Er werd een smeermiddelenfabriek gebouwd en FIAT opende haar fabriek in Rusland.
Na de oorlog was FIAT al snel weer op de been, door een effectieve kostenbeheersing. Een nieuw model, met vier zitplaatsen, werd gelanceerd: de Fiat 509. Het bedrijf deed veel voor haar personeel op het gebied van scholing, sportclubs en gezondheidszorg.

### Jaren dertig en Tweede Wereldoorlog
In Mussolini's dagen moest FIAT terugvallen op de eigen Italiaanse markt. In die periode werd veel gedaan aan technologische vernieuwing, en uitbreiding van de activiteiten in luchtvaart en spoorverkeer. Halverwege de jaren 30 kwam FIAT met twee nieuwe modellen, de Ballila en de Fiat Topolino. Het laatste model zou bijna 20 jaar in productie blijven, tot 1955. In 1945 overleed topman Agnelli. Hij werd opgevolgd door Vittorio Valletta.
Na de oorlog kon de autoproductie, dankzij het Marshallplan in 1948 weer worden opgestart. De modellen 500 en 1400 werden uitgebracht, met standaard verwarming en luchtventilatie.

### Na de oorlog
In de jaren vijftig werd het eerste dieselmodel uitgebracht, de 1400 diesel. FIAT profiteerde optimaal van de naoorlogse opbouw, en de groeiende behoefte aan betaalbare auto's. De FIAT 600 met achterin geplaatste motor, in 1957 de nieuwe FIAT 500, vanaf 1960 als Giardinetta, een voorloper van het stationwagon concept.
Al in december 1945 waren er gesprekken over de assemblage van FIAT's in Nederland tussen de Italiaanse FIAT-directie en de Fokker-fabrieken. Dit leidde tot protesten van FIAT-importeur Leonard Lang, die hierin voor zichzelf een taak zag. In het jaar 1949 werden de contracten getekend en in 1950 begon de assemblage. Eerst in Boskoop en vanaf 1955 in de Zuidergasfabriek te Amsterdam. Van 1954 tot 1961 zijn een kleine 8.000 FIAT's in Nederland geassembleerd.
In de jaren zestig werd volop gebouwd aan uitbreiding van het concern, met fabrieken in voornamelijk Zuid-Italië. FIAT had echter ook te lijden onder sociale onrust en stakingen. Topman Valletta werd in 1966 opgevolgd door Giovanni Agnelli jr., de kleinzoon van de oprichter. Onder zijn bewind werden de eerste stappen gezet naar het bouwen van vinnige sportwagens, zoals de Dino, in samenwerking met de toekomstige dochteronderneming Ferrari. Hoewel midden in een oliecrisis waaide een nieuwe, frisse wind door het bedrijf. In 1966 bracht men de succesvolle 124 uit en werd Auto van het Jaar van 1967. In 1969 gevolgd door de 128 en wederom gekozen tot Auto van het jaar 1970. Dit was de eerste voorwielaangedreven Fiat. In 1972 werd de Fiat 127 Auto van het Jaar. Tijdens deze beginjaren van de jaren zeventig zag ook de Fiat X1/9 het levenslicht, een sportieve 2 zitter met Italiaans temperament. In de fabrieken werd de trend ingezet naar automatisering van werkzaamheden, om de loonkosten te drukken. Al in 1978 werkte FIAT met robots, in het Robogate-systeem. De Ritmo was een van de eerste modellen van FIAT die met behulp van robots werd gebouwd.
Op 1 december 1976 werd bekend dat Libië een groot aandelenbelang had genomen in het bedrijf. Libië betaalde zo’n 415 miljoen dollar en kreeg ruim 10% van de aandelen in handen. Tien jaar later kocht FIAT de aandelen terug voor $ 3,1 miljard. Khadaffi stond toen meer bekend als financier van wereldwijd terrorisme en FIAT dreigde Amerikaanse overheidsopdrachten mis te lopen vanwege de financiële belangen van Libië in het bedrijf. De houdstermaatschappij van de Agnellis, IFIL, kocht ongeveer een derde van het pakket en bracht daarmee het belang in FIAT tot zo’n 40%. De overige aandelen werden onder leiding van Deutsche Bank geplaatst bij beleggers wereldwijd.

### FIAT Auto S.p.A.
FIAT Auto had lange tijd de reputatie een van de meest innovatieve automerken te zijn, met veel patenten. Denk hierbij aan: dubbele bovenliggende nokkenas (Dr. Lampredi), distributieriem (Dr. Lampredi), directe diesel-inspuiting (voor het eerst in Fiat Croma 1987), directe benzine-inspuiting (2005 Fiat Power Train), schakelen zonder koppelingspedaal (F1 Ferrari 1987, later in Alfa Romeo en Fiat Stilo) etc.
In 1979 werd de autodivisie van FIAT ondergebracht in een apart bedrijf, waarin de merken FIAT, Abarth, Lancia, Autobianchi en Ferrari samenwerkten. Het bedrijf werd later uitgebreid met de acquisitie van Alfa Romeo (1984) en Maserati (in 1993).
FIAT bracht in de jaren tachtig de modellen Panda, Uno, Regata, Croma en Tipo uit, in de jaren negentig gevolgd door Tempra, Cinquecento, Coupé, Punto, Ulysse, Barchetta, Bravo, Brava, Marea en Palio. De Fiat Uno, Tipo, Punto en Bravo werden auto van het jaar.

In 1996 werd Agnelli jr. erevoorzitter van de raad van bestuur. Hij werd als CEO opgevolgd door Cesare Romiti. Ter ere van het 100-jarig bestaan in 1999 werd het logo gemoderniseerd. De Fiat Seicento en de Multipla werden als laatste modellen in de 20e eeuw geïntroduceerd. Vooral het laatstgenoemde model werd met gemengde gevoelens ontvangen, vanwege de bijzondere vormgeving, en de drie zitplaatsen voorin.
In de 21e eeuw is FIAT begonnen met het moderniseren van de modellenlijn. De Doblo en Stilo werden geïntroduceerd en de Multipla werd aangepast aan de wensen van het publiek. Ook is de FIAT Idea uitgebracht, waarmee FIAT de markt van compacte MPV's heeft betreden.
In 2003 bracht FIAT een nieuwe versie van de evergreen Panda uit. Het wagentje werd Auto van het Jaar 2004 en deed het boven verwachting goed in de verkooplijsten. De nieuwe Panda is een ruim vijfdeurs stadsautootje. Later werd er een 4x4 versie van uitgebracht. In 2012 verscheen de derde generatie Panda. Een luxueuzere mini-SUV - de Sedici - verscheen in 2006 en werd samen met Suzuki (SX4) ontwikkeld.
In 2005 deed FIAT opnieuw een poging om een luxe middenklasser uit te brengen. Hiervoor werd de naam "Croma" weer van stal gehaald. In het Italiaans betekent dit chroom. De wagen is technisch gebaseerd op de Opel Vectra C. In 2011 werd de productie van dit model gestopt.
In september 2005 debuteerde de nieuwe Grande Punto op het Autosalon van Genève. Deze auto moest de definitieve comeback betekenen voor Fiat en was dat ook. In het begin van 2006 was het de best verkochte auto in Europa en er zijn inmiddels al meer dan 850.000 stuks van verkocht.
In 2007 introduceerde FIAT de Bravo als opvolger van de niet bijster goed verkopende Stilo. Het model wordt alleen in 5-deurs uitvoering geleverd. In eerste instantie zou daar een stationwagon bij komen, maar deze is geschrapt. Overigens introduceerde FIAT op de Bravo ook een nieuw logo. De blauwe achtergrond is vervangen door de kleur rood en de letters zijn meer langgerekt, zoals in het verleden het geval was. De laurierkrans is verdwenen. Dit jaar betekende de terugkeer van de 500. De retro stilering greep terug op het oermodel uit de jaren zestig. De nieuwe 500 werd een grote hit en 'Auto van het Jaar' in 2008. Met negen 'Auto van het Jaar'-titels op zak is FIAT het automerk dat deze prijs vooralsnog het vaakst heeft weten te winnen.
In 2009 kwam FIAT met een facelift voor de succesvolle Punto. Kenmerkend is de deels zwart uitgevoerde bumper met geïntegreerde knipperlichten en de chromen 'snor' à la 500. Het interieur ging volledig op de schop en werd een stuk ronder. De Grande Punto bleef naast de Evo leverbaar als instapper. In 2011 werd de Punto opnieuw gefacelift, omdat de Evo over het algemeen niet goed ontvangen werd. De toevoeging 'Evo' kwam te vervallen en het model lijkt weer wat meer op de oorspronkelijke Grande Punto. Die laatste is ook uit productie genomen, al heeft de basis Punto nog wel diens dashboard. De productie van de Punto in Europa is in de zomer van 2018 beëindigd.
In 2012 begon Fiat met de uitbreiding van de 500. Zo verscheen de vijfdeurs 500L, een compacte MPV. In 2014 gevolgd door de 500X, een compacte crossover.
In 2015 haalde Fiat de naam 'Tipo' weer van stal als opvolger van de Bravo. De auto is er als vijfdeurs hatchback, vierdeurs sedan en als vijfdeurs stationwagon. De Tipo wordt gebouwd in het Turkse Bursa bij de Tofas-fabriek.
In 2016 keerde de 124 Spider terug. Deze open tweezitter is samen met het Japanse Mazda ontwikkeld en is technisch verwant aan de Mazda MX-5.

Volgens ACEA (European Automobile Manufactures' Association) wist de FIAT Groep in 2011 947.786 auto's in West-Europa te verkopen, een daling van 12,0% ten opzichte van 2010.

### FIAT Automóveis Brasil
In 1976 begon FIAT met de productie van de Fiat 147 in Betim, Brazilië. Het model was eigenlijk een Fiat 127, maar dan aangepast voor de Braziliaanse markt. De 147 was de eerste auto die volledig op Ethanol E100 kon rijden. De 147 werd gelijk een groot succes voor Fiat, mede door de vele varianten waarin FIAT de auto leverde. Naast de 'hatchback' was er een 2-deurs sedan (Oggi), stationwagon (Panorama), pick-up en een bestelbusje (Fiorino). In de jaren 80 werd het model opgevolgd door de Fiat Uno, die onder de naam Mille nog steeds gebouwd wordt. Dit model werd in de jaren 90 overigens weer opgevolgd door de Fiat Palio.
Gaandeweg werden de Braziliaanse operaties steeds belangrijker voor FIAT en daarmee groeide ook de zelfstandigheid van de Braziliaanse tak, met een eigen ontwikkelingsafdeling tot gevolg. Latere succesvolle Braziliaanse FIATs zijn onder andere de Palio, Strada, Mille en de Siena.
In de beginjaren van het derde millennium wist Fiat dan eindelijk het marktleiderschap van Volkswagen over te nemen. Tot op de dag van vandaag is FIAT marktleider in Brazilië en is het qua omvang zelfs thuisland Italië gepasseerd.

### FIAT in de 21e eeuw
In 2004 werd de Italiaans-Canadese bankier Sergio Marchionne door de Agnelli's aangetrokken om het vastgelopen concern weer in beweging te krijgen. Hij wist de starre vakbonden te temmen en gooide het op een akkoordje met de regering-Berlusconi. In 2009, toen de Amerikaanse autoindustrie dreigde ten onder te gaan door de financiële crisis, redde hij samen met de regering-Obama het failliete Chryslerconcern. Op 1 augustus 2014 keurden de aandeelhouders van FIAT SpA de fusieplannen met Chrysler goed. FIAT ging onder de naam FIAT Chrysler Automobiles (FCA) verder. Het fusiebedrijf kreeg zijn hoofdkantoor in Londen en kreeg onder de nieuwe naam beursnoteringen in Milaan en New York. In Nederland kreeg Fiat alleen een juridische vestiging.f
De aandeelhouders van de Italiaanse FIAT groep hebben hun goedkeuring verleend aan het splitsen van het bedrijf in september 2010. Op 1 januari 2011 is het concern feitelijk gesplitst in drie aparte ondernemingen, namelijk:
- FIAT SpA: hierin zijn alle autoactiviteiten ondergebracht, zoals de automerken FIAT, Ferrari en Maserati, Magneti Marelli, Teksid, Alfa Romeo, Lancia, Chrysler, Jeep, Comau en Fiat Powertrain Technologies, een producent van motoren voor Fiat, Alfa Romeo en Lancia en van versnellingsbakken voor auto's;
- FIAT Industrials: de overige activiteiten waaronder de bedrijfs- en vrachtwagenfabrikant IVECO en Case New Holland, een belangrijke producent van machines voor de landbouw en bouwsector. In 2013 zijn de twee bedrijven gefuseerd en gaan verder als CNH Industrials.
- FIAT Powertrain Technologies (FPT), produceert motoren en versnellingsbakken voor onder meer industriële toepassingen.

Op 4 januari 2021 werd een fusie tussen FCA en het Franse PSA goedgekeurd door de aandeelhouders van beide bedrijven. Het nieuwe bedrijf, met hoofdkantoor in Amsterdam, gaat onder de naam Stellantis verder en is met zijn 14 automerken de zesde grootste autofabrikant in de wereld.

## Topmensen / Directeur
1. Giovanni Agnelli (1902–1945)
2. Vittorio Valletta (1945–1966)
3. Giovanni Agnelli jr. (1966–1996)
4. Paolo Fresco (1996- ?)
5. Luca di Montezemolo (2003–2010)
6. John Elkann (2010-heden)

## CEO
1. Vittorio Ghidella (1979-1988)
2. Cesare Romiti (1988-1996) (beschuldigd van corruptie)
3. Paolo Cantarella (1996-2003)
4. Sergio Marchionne (2003-2018)
5. Mike Manley (2018- heden)